# Universo Treviso Basket
O Universo Treviso Basket, também conhecido como De'Longhi Treviso Basket por razões de patrocinadores, é um clube de basquetebol baseado em Treviso, Itália que atualmente disputa a Série A2.  Manda seus jogos na PalaVerde com capacidade para 5.344 espectadores.

## Histórico de Temporadas
| Temporada | Nível | Liga            | Pos. | J     | PL   | Resultado                     |
| --------- | ----- | --------------- | ---- | ----- | ---- | ----------------------------- |
| 2012-13   | 6     | Promozione      |      |       |      | Promovido                     |
| 2013-14   | 4     | DNB             | 4    | 20-10 | 1-2  | Promovido                     |
| 2014-15   | 2     | Serie A2 Silver | 1    | 21-9  | 1-2  | Oitavas de finais             |
| 2015-16   | 2     | Serie A2        | 1    | 22-8  | 7-7  | Semifinais                    |
| 2016-17   | 2     | Serie A2        | 1    | 21-9  | 4-3  | Quartas de finais             |
| 2017-18   | 2     | Serie A2        | 3    | 20-10 | 6-4  | Semifinalista                 |
| 2018-19   | 2     | Serie A2        | 2    | 24-6  | 12-3 | Promovidoplayoffs de promoção |
| 2019-20   | 1     | Serie A         |      |       |      |                               |

fonte:eurobasket.com